# Carlos Bailón
Carlos Bailón (n. General Villamil, Guayas, Ecuador; 22 de agosto de 1993) es un futbolista ecuatoriano que juega de delantero y su actual equipo es Gualaceo Sporting Club de la Serie B de Ecuador.

## Clubes
| Club              | País    | Año             |
| ----------------- | ------- | --------------- |
| Deportivo Azogues | Ecuador | 2009 - 2011     |
| Patria            | Ecuador | 2012            |
| Newell's Old Boys | Ecuador | 2013            |
| Municipal Cañar   | Ecuador | 2014            |
| Deportivo Azogues | Ecuador | 2015            |
| Deportivo Quito   | Ecuador | 2016            |
| Mushuc Runa       | Ecuador | 2017            |
| Deportivo Quevedo | Ecuador | 2018            |
| Gualaceo SC       | Ecuador | 2019 - presente |